# Asa Hutchinson
William Asa Hutchinson (Bentoville, 3 de dezembro de 1950) é um político americano, foi governador do Arkansas de 2015 até 2023. Antes disso, ele era um congressista americano do Terceiro Distrito do Arkansas, Administrador da Drug Enforcement Administration (DEA) e o primeiro subsecretário para Segurança de Fronteiras e Transportes no Departamento de Segurança Interna dos Estados Unidos. Em 2006, Hutchinson era o candidato republicano para governador do Arkansas e perdeu para o democrata Mike Beebe. Em 2014, Hutchinson foi novamente o candidato para governador, dessa vez ganhando a eleição do candidato democrata, Mike Ross, e se tornou o governador do Arkansas.

## Juventude e Carreira jurídica
Hutchinson nasceu em Bentonville, Arkansas, filho de Coral Virginia (Mount) Hutchinson (1912–1998) e John Malcolm Hutchinson Sr. (1907–1991). Ele ganhou o seu Bacharelato na Universidade Bob Jones na Carolina do Sul em 1972, e se formou na escola jurídica da Universidade do Arkansas em 1975. Ele estudou direito em Fort Smith por 21 anos e participou de mais de 100 tribunais de juri. Em 1982, Hutchinson foi nomeado pelo presidente dos Estados Unidos, Ronald Reagan, como advogado americano no distrito ocidental do Arkansas. Aos trinta e um anos, Hutchinson foi o mais jovem dos advogados americanos no país e ganhou projeção nacional após processar com sucesso a organização: The Covenant, The Sword, and The Arm of the Lord (CSA), uma organização de Supremacia branca fundada pelo poligamista James Ellison. A CSA foçou uma disputa armada com as leis local, estadual e federal. Como um advogado americano, Hutchinson colocou um colete a prova de balas e negociou uma conclusão pacífica para a disputa.
Durante sua administração como advogado americano, Hutchinson foi descrito como agressivo em seus esforços em processos criminais. Hutchinson mais tarde seria nomeado para administrar a DEA.

## Carreira empresarial
No início de 2005, Hutchinson fundou uma firma de consultorias, Grupo Hutchinson, LLC em parceria com Betty Guhman e Kirk Tompkins, em Little Rock e aceitou um contrato de um ano com a Venable LLP em Washington, D.C., como chefe de procedimentos de segurança local. Hutchinson terminou o seu contrato em março de 2006 com o foco em sua campanha para governador e em sua firma em Little Rock. Em janeiro de 2007, Hutchinson se juntou novamente com a Venable.
Em junho de 2006, a Arkansas Democrat Gazette publicou que os dois mil e oitocentos dólares em investimentos de Hutchinson na Corporação Fortress America Acquisition, uma companhia em que Hutchinson faz aconselhamentos, valiam mais de um milhão de dólares após a oferta pública inicial. A história da Arkansas Democrat Gazette reportava que Hutchinson era inabilitado para mexer no seu estoque por mais dois anos. Os seis acionistas da Fortress America além de Hutchinson incluem: o ex-congressista dos Estados Unidos Tom McMillen de Maryland, o ex-senador Don Nickles de Oklahoma, e uma firma privada que tem o ex-diretor da CIA, James Woolsey, entre os seus sócios.
Em 4 de maio de 2006, Hutchinson fez um distanciamento financeiro de suas companhias, que era necessário para sua candidatura para governador, que não incluiu as ações na Fortress American. Desse modo, Hutchinson listou as suas ações em duas outras companhias, e até divulgou contas de bancos e uniões de credito com saldos abaixo de mil dólares. Ele não listou suas duzentas mil ações na Fortress America, que valiam cinco dólares cada uma. "Apenas  um descuido" Hutchinson disse quando foi questionado sobre isso pela mídia. Hutchinson fez uma listagem das ações no dia seguinte para corrigir o erro.

## Carreira política
Em 1986, Hutchinson concorreu contra o incumbente senador democrata e ex-governador, Dale Bumpers. Era um ano nacionalmente democrata, e Hutchinson foi pior do que o desafiante anterior de Bumpers em 1980, o banqueiro William P. "Bill" Clark. Em 1990, a corrida contra Winston Bryant para advogado do Arkansas também terminou em derrota, mesmo que a corrida tenha sido apertada. Após perder essa eleição, Hutchinson se tornou o co-líder, com Sheffield Nelson, do partido republicano do Arkansas, uma posição que manteria por cinco anos. Durante esse período, Hutchinson ajudou dramaticamente a melhorar a imagem do partido no Arkansas liderando o esforço que obrigava o estado a financiar os locais de votação, o que permitiu que mais votantes republicanos chegassem as urnas e votassem. Hutchinson considerou uma revanche com Bumpers em 1992 antes que escolhessem Mike Huckabee, que perdeu para Bumpers. Naquele mesmo ano, o irmão de Hutchinson, Tim, foi eleito para o congresso do terceiro distrito do Arkansas, devido a aposentadoria do congressista republicano veterano John Paul Hammerschmidt.

### Câmara dos Representantes dos Estados Unidos

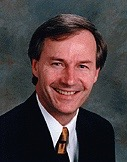
Asa Hutchinson em 1997

Em 1996, quando o seu irmão decidiu não concorrer para reeleição para a câmara para conseguir o lugar vago no senado devido a aposentadoria do democrata, David Pryor, Hutchinson concorreu no lugar dele e venceu. Seu irmão também venceu no senado e serviu por um mandato. Hutchinson, que primeiramente havia decidido concorrer para um assento vago na Câmara dos Deputados do Arkansas no condado de Sebastian, derrotou Ann Henry, um amigo de longa data de Bill e Hillary Clinton. Embora Henry tenha vencido Hutchinson durante a campanha, o apoio republicano pesado do distrito e a presença de seu irmão, Tim na votação permitiu que Asa vencesse com 55% dos votos, a última corrida remotamente competitiva no Terceiro Distrito. Hutchinson foi re-eleito para a Câmara com muito menos dificuldade em 1998, tendo 80% dos votos contra um adversário democrata subfinanciado. Ele foi reeleito sem oposição em 2000.
No cargo, Hutchinson teve um histórico de votação tão conservador quanto o de seu irmão. Ele liderou os esforços para reprimir as drogas ilegais, especialmente a metanfetamina. Hutchinson também serviu como um dos procuradores do Ministério Público durante o processo de impeachment do presidente Bill Clinton em 1998. Em 1999, Hutchinson esteve envolvido no esforço para reformar leis de financiamento de campanha e ofereceu uma proposta alternativa ao projeto de lei proposto por Christopher Shays e Marty Meehan, ao qual ele se opôs, alegando que "foram longe demais", porque tentou proibir comerciais de televisão por organizações partidárias legais. Hutchinson conseguiu o apoio ao projeto de John McCain e Russ Feingold no Senado. Ele também tentou, sem sucesso, modificar o ativo civil, lei de reforma da caducidade que procurou impedir o abuso policial do seu poder de apreender a propriedade privada na mera suspeita de ser ligada a uma investigação criminal. Sua alteração, alegadamente, teria poderes da polícia para continuar a lucrar com o dinheiro das drogas.

### Poder Executivo
Após ser reeleito para o terceiro mandato no congresso em novembro de 2000, Hutchinson foi nomeado administrador da Drug Enforcement Administration (DEA) em 2001. O colunista do Washington Post, David Broder elogiou a nomeação de Hutchinson, escrevendo: "A alta estima em que o ex-Republicano. Asa Hutchinson do Arkansas que é mantida por seus colegas foi demonstrada pelo Senado com 98 votos a 1 confirmando-o no mês passado como o novo diretor da Drug Enforcement Administration. Ainda mais revelador foi o fato de que o deputado John Conyers de Michigan, o democrata sênior no Comitê Judiciário da Câmara e um forte oponente do impeachment do presidente Clinton, apareceu na audiência do Comitê Judiciário do Senado para louvar a escolha de Hutchinson, que tinha sido um dos gerentes republicanos da câmara que apresentaram o caso contra Clinton ao Senado. Em seus 4 anos e meio na Câmara, Hutchinson, ex-procurador dos Estados Unidos, ganhou uma reputação de um conservador estimável, pensativo e, como liberais como Conyers e Comitê Judiciário do Senado de Vermont e o Presidente Patrick Leahy afirmam, um advogado imparcial."
Broder, no entanto, questionou a efetividade da aproximação tradicional da Guerra contra as drogas e pediu por um novo caminho. Durante sua administração na DEA, Hutchinson liderou uma reavaliação das missões e recursos da DEA, concluindo que muitos recursos eram focados nas prioridades de contenção ao consumo de drogas dos anos 1980. Hutchinson chamou maior atenção às novas ameaças de drogas como a metanfetamina na zona rural dos Estados Unidos, ecstasy entre os jovens, e drogas predatórias (também conhecidas como drogas Boa-noite Cinderela). Ele também pediu para mais investimentos em prevenção e tratamento. Ele particularmente focou-se em usar cortes de tratamentos para as drogas para ajudar combatentes das drogas não violentos a trabalhar. Mesmo que a posição oficial da DEA, que cortou vários estabelecimentos com maconha medicinal durante a sua administração, em 2011, Hutchinson apoiou o direito de usar maconha medicinal em um debate na Universidade do Arkansas quando ele disse "Eu acho que, se há uma necessidade médica e os médicos dizem que você precisa de uma determinada substância - se é Marinol ou maconha ou qualquer outra coisa - se o médico ou comunidade médica diz que, em seguida, os pacientes deve ser capaz de conseguir isso, eu apoio."
Após os ataques de 11 de setembro, o Congresso criou o Departamento de Segurança Interna (DSI). O Presidente George W. Bush indicou Hutchinson para o diretório de fronteiras e transportes, a maior divisão do DSI, com mais de cento e dez mil funcionários. Hutchinson foi confirmado com unanimidade pelo senado em 23 de janeiro de 2003. Mais tarde, durante a sua campanha para Governador do Arkansas, o oponente de Hutchinson indicou que ele obstruía as questões imigratórias. As criticas de Hutchinson focavam-se particularmente em seus esforços para limitar a Patrulha da Fronteira a vigiar a fronteira e parar os imigrantes ilegais, enquanto dava aos agentes Departamento de Imigração a total responsabilidade de remoção de imigrantes que já estavam no país.

Enquanto servia como subsecretário de fronteiras e transportes na administração Bush, Hutchinson apoiou as propostas de Bush de dar mais oportunidades de emprego a imigrantes ilegais sem registros criminais, enquanto administrava a segurança na fronteira. Em setembro de 2004, ele disse: "Eliminando o medo de deportações seria um incentivo." Em seu resumo escrito para as perguntas do senado, Hutchinson também disse "imigrantes não documentados, eu vou dizer a vocês, as vezes têm problemas para dormir a noite, e para trabalhar todos os dias, porque não sabem se vão chegar em casa no fim do dia." Hutchinson que os americanos não pedem para usar os recursos que seriam necessários para remover a estimada população de doze milhões de pessoas ou mais da população de imigrantes ilegais. No mesmo testemunho, Hutchinson enfatizou que qualquer debate sobre reforma da imigração deveria começar com a melhora das leis de imigração e segurança na fronteira, declarando, "Deve-se iniciar a proposição de que para ser eficiente em uma guerra contra o terrorismo, a nossa nação deve proteger bem as suas fronteiras."
Os elementos necessários para conter esse problema (da imigração ilegal) efetivamente são: (1) aumentar os investimentos em tecnologia e segurança ao longo da fronteira, (2) Fazer com que seja mais difícil os imigrantes ilegais conseguirem empregos nesse país e (3) promover uma maneira prática de fazer com que trabalhadores imigrantes encontrem os empregos nesse país quando estes não possam ser preenchidos de outra forma. Quando, e apenas quando essas reformas de segurança forem estabelecidas, poderemos começar a debater um status de legalidade temporário aos oito milhões de imigrantes ilegais que trabalham nesse país. É uma vulnerabilidade significativa deixar que uma população tão grande trabalhe no nosso país anonimamente sem qualquer conexão com a nossa sociedade. Isso é de fato, o sonho terrorista. Além disso, qualquer status de legalidade deveria ser temporário, para que o imigrante retorne ao seu país de origem."

### Eleições para governador de 2006
Logo após o seu retorno para o Arkansas, Hutchinson anunciou sua intenção de concorrer a governador em 2006. Inicialmente, Hutchinson enfrentou três vezes vice-governador, Paul Rockefeller, que era favorito na maioria das zonas eleitorais, nas primárias republicanas. Entretanto, a retirada e more devido uma hemorragia de Rockefeller no início de 2006 fez Hutchinson ganhar as primárias. Ele foi derrotado nas eleições gerais pelo candidato democrata, Mike Beebe.

### Força Tarefa de Guantánamo e da ANR
Hutchinson já participou de duas forças tarefa uma foi um projeto da Think Tank chamada Constitution Project que tinha a ver com Guantánamo em dezembro de 2010. Ele disse a Associated Press que ele concordava em se juntar a força tarefa porque ele acreditava que era "algo importante para segurança nacional e para a guerra contra o terrorismo."
A outra tem a ver com o tiroteio na escola primária de Sandy Hook, logo após o incidente, a Associação Nacional de Rifles (ANR) iniciou uma força tarefa de especialistas em segurança doméstica, treinamento da lei, e segurança nas escolas para rever as regras para segurança nas escolas em certas áreas do país. O objetivo da força tarefa era conseguir um plano compreensivo para evitar que acontecimentos como esse ocorressem no futuro. Hutchinson serviu como o líder dessa força tarefa.
Em 2 de abril de 2013, Hutchinson apresentou ao plano se segurança nas escolas durante uma coletiva de imprensa no Clube da Imprensa Nacional.
Naquele mesmo dia, ele apareceu no programa da MSNBC The Last Word with Lawrence O'Donnell para discutir o plano de segurança nas escolas.

## Governador do Arkansas
Hutchinson assumiu o cargo de governador em 13 de janeiro de 2015. Em 16 de novembro do mesmo ano ele disse que bloquearia a entrada de todos os refugiados sírios no estado em resposta aos Ataques de 13 de novembro.

## Família
O irmão mais velho de Asa Hutchinson, Tim, o antecedeu como deputado do terceiro distrito congressional do Arkansas e serviu um mandato como senador americano do Arkansas de 1997 a 2003, sendo derrotado na eleição por um segundo mandato pelo advogado geral, Mark Pryor, um democrata, em 2002. Asa e Tim Hutchinson se formaram na Universidade Bob Jones em Greenville, Carolina do Sul na classe de 1972. Seu sobrinhos que são gêmeos idênticos, Jeremy e Timothy Chad Hutchinson, filhos de Tim Hutchinson, foram os primeiros gêmeos a servir um com o outro na Assembleia Geral do Arkansas, ambos como membros da Câmara dos Representantes. Hutchinson é o cunhado do antigo senador do Arkansas, Kim Hendren, que em 1958 se casou com a sua irmã, Marylea Hutchinson. o senador do Distrito dois do Arkansas, Jim Hendren de Sulphur Springs é sobrinho de Hutchinson.